# Brentwood (New Hampshire)
Brentwood település az Amerikai Egyesült Államok New Hampshire államában, Rockingham megyében, melynek megyeszékhelye is. Lakosainak száma 4490 fő (2020. április 1.).

## Népesség
A település népességének változása:
| Lakosok száma | 4486 | 4518 | 4490 |
|               | 2010 | 2019 | 2020 |